# Lei C-16
A Lei C-16, (em inglês: Bill C-16): An Act to amend the Canadian Human Rights Act and the Criminal Code (em francês: Loi modifiant la Loi canadienne sur les droits de la personne et le Code criminel) foi uma lei aprovada pelo Parlamento do Canadá em 2017. A lei é relativa à expressão da identidade de género e à regulação de linguagem com propósito de proteger pessoas transgénero através do controlo e regulamentação legal da linguagem. É amplamente considerada uma das leis mais mediáticas e discutidas na história da Common law. A lei é também conhecida pela proeminência que deu ao psicólogo clínico Jordan Peterson depois da sua audiência no Senado do Canadá, manifestamente contra a mesma.